# Ochotnicza Straż Pożarna w Pszowie
Ochotnicza Straż Pożarna w Pszowie – organizacja społeczna, powołana do życia w 1907 roku, zrzeszona w Związku Ochotniczych Straży Pożarnych RP. Od 1995 roku włączona do Krajowego Systemu Ratowniczo – Gaśniczego. Posiada duże sukcesy w sporcie pożarniczym. Jednostka leży w powiecie wodzisławskim (woj. śląskie), w gminie Pszów.

## Założyciele
Jan Grzybek, Józef Utrata, Edward Szulc, Szymon Majer, Henryk Rzodeczko, Teodor Staniczek, Franciszek Tytko, Franciszek Bielaczek, Franciszek Kotala, Juliusz Szmid, Piotr Elsner, Wincenty Krzyżak, Konstanty Kowol, Franciszek Morawiec, Emanuel Żydek.

## Sztandar
Jednostka posiada sztandar – „symbol (...) jednoczący ludzi we wspólnym działaniu dla ogólnego dobra” – ufundowany przez społeczeństwo w 2002 roku. Jest to już trzeci sztandar w historii jednostki. Pierwszy został ufundowany w 1912 roku, a drugi w 1957 roku.

## Odznaka honorowa „Zasłużony dla OSP w Pszowie”
Jednostka przyznaje własną odznakę. Pierwsze zostały wręczone przy okazji jubileuszu 100-lecia istnienia jednostki. Do końca 2017 roku przyznano 49 odznak.

## Baza techniczna

### Strażnica
Murowana – oddana do użytku 8 maja 1961 roku, z wieżą – wspinalnią, 4 pomieszczeniami garażowymi, świetlicą z zapleczem kuchennym, izbą tradycji, biurem Zarządu OSP

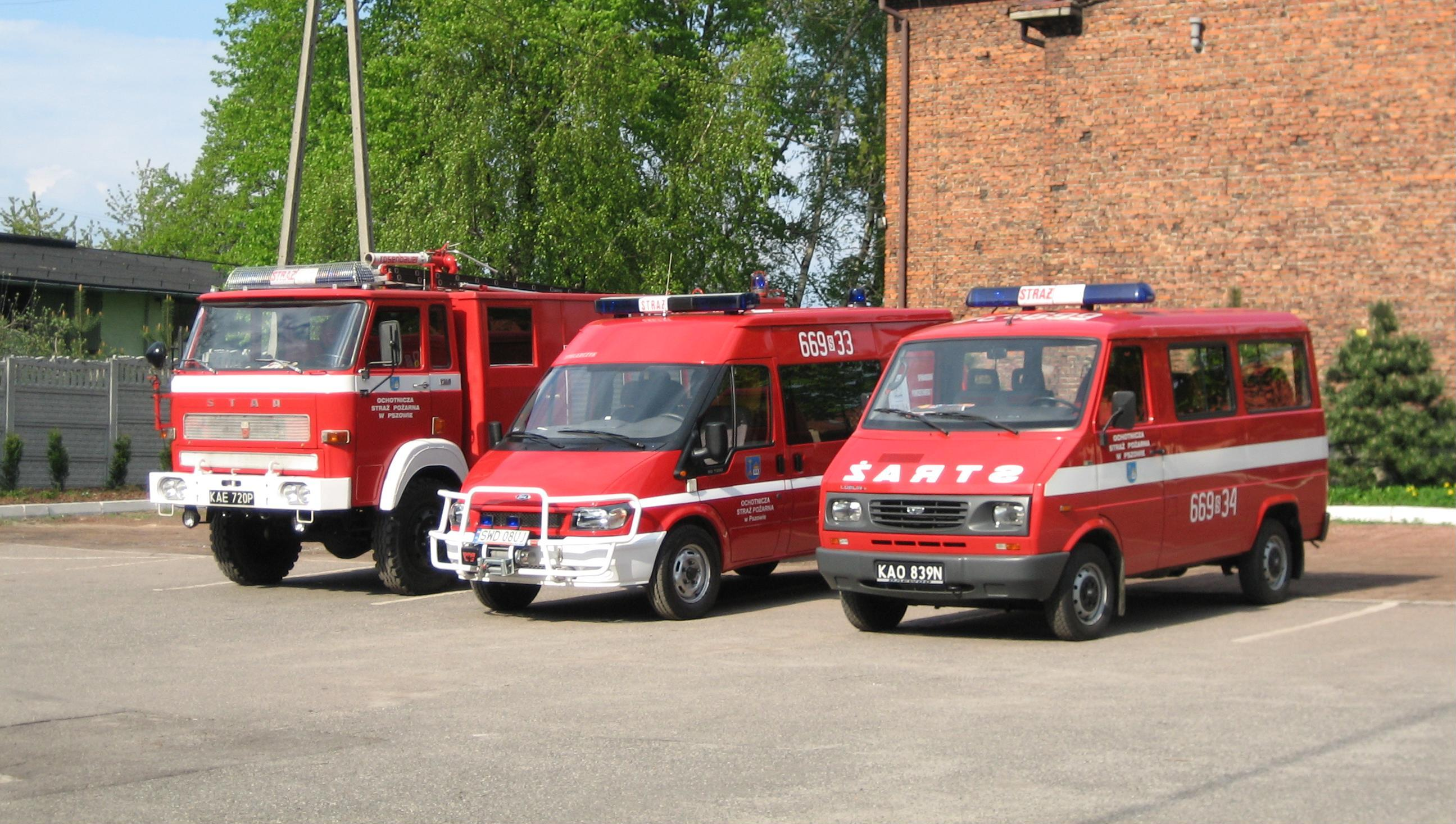
Samochody pszowskiej jednostki

### Samochody
- pożarniczy Mercedes – Benz Atego – GCBA 4,5/16 – pełne wyposażenie
- pożarniczy Ford Transit – SLRt
- pożarniczy Fiat Ducato – Sbus

### Sprzęt
- zestaw Lukas do ratownictwa drogowego i technicznego – średni
- wentylator oddymiający Leader
- poduszki powietrzne Vetter – udźwig 18 i 31 ton,
- agregat prądotwórczy Honda wraz z zestawem oświetleniowym,
- piły spalinowe do drewna, piłę do stali i betonu
- pompy: szlamowa WT-30X; KTH-100, do wody czystej PO5E, Tohatsu; Niagara (pływająca);
- radiostacje: bazowa (DSP 52) wraz z centralką GSM; samochodowe (Motorola, Radmor, Hytera),
- deska ortopedyczna + torba medyczna
- aparaty ochrony dróg oddechowych – Fenzy
- itp...

### Wyposażenie osobiste
- ubrania typu Nomex, UPS,
- hełmy, pasy, toporki itp.
- czujniki bezruchu,
- radiostacje nasobne Motorola, Hytera
- latarki Vulcan
- ubrania koszarowe
- ubrania sportowe
- itp...

## Osiągnięcia sportowe
Jednostka Ochotniczej Straży Pożarnej w Pszowie siedmiokrotnie startowała w Międzynarodowych Zawodach Straży Pożarnej tzw. Olimpiadzie Pożarniczej CTIF według regulaminu tradycyjnego, gdzie zdobyła 5 złotych medali [w Karlovacu (Jugosławia) w 1967, w Kuopio (Finlandia) w 1997, w Herning (Dania) w 2001, w Varaždinie (Chorwacja) w 2005, w Miluzie (Francja) w 2013], 1 srebrny zdobyty w Berlinie (Niemcy) w 1993 oraz 1 brązowy zdobyty w Villach (Austria).
Brała również dziewięciokrotnie udział w Ogólnopolskich Zawodach Sportowo-Pożarniczych według CTIF, gdzie dwa razy wywalczyła Mistrzostwo Polski, raz wicemistrzostwo Polski, czterokrotnie plasowała się na trzeciej pozycji, raz na pozycji czwartej i raz na pozycji piątej.
Drużyna z OSP Pszów startowała również czterokrotnie na Mistrzostwach Polski według regulaminu KGPSP (tzw. „na mokro”), gdzie raz uplasowała się na drugiej pozycji uzyskując tytuł wicemistrza Polski
- 2025 - I (gr.B) i II (gr.A) miejsce w zawodach wojewódzkich w Ożarowicach - wg CTIF, prawo startu w zawodach ogólnopolskich
- 2021 - IV (gr.B) miejsce w Ogólnopolskich Zawodach Sportowo-Pożarniczych w Koninie – według CTIF,
- 2021 - I (gr.B) i II (gr.A) miejsce w zawodach wojewódzkich w Raciborzu - wg CTIF, prawo startu w zawodach ogólnopolskich
- 2017 – brązowy medal na Olimpiadzie Pożarniczej CTIF w Villach (Austria) – według CTIF
- 2016 – III (gr.B) i IX (gr. A) miejsce w Ogólnopolskich Zawodach Sportowo-Pożarniczych w Polanicy – Zdroju – według CTIF, prawo startu w XVI Olimpiadzie Pożarniczej CTIF w Villach (Austria) w 2017 roku
- 2016 – I (gr. B) i I (gr. A) miejsce w zawodach wojewódzkich w Jastrzębiu-Zdroju – według CTIF, prawo startu w zawodach ogólnopolskich
- 2013 – złoty medal na Olimpiadzie Pożarniczej CTIF w Miluzie (Francja) – według CTIF
- 2012 – III miejsce (gr. B) w Ogólnopolskich Zawodach Sportowo-Pożarniczych w Białej Podlaskiej – według CTIF, prawo startu w XV Olimpiadzie Pożarniczej CTIF w Miluzie (Francja)
- 2012 – I (gr. B) i III (gr. A) miejsce w zawodach wojewódzkich w Jastrzębiu-Zdroju – według CTIF, prawo startu w zawodach ogólnopolskich
- 2008 – V (gr. B) miejsce w Ogólnopolskich Zawodach Sportowo-Pożarniczych w Lądku – według CTIF
- 2008 – I (gr. B) i III (gr. A) miejsce w zawodach wojewódzkich w Częstochowie – według CTIF, prawo startu w zawodach ogólnopolskich
- 2006 – start w Międzynarodowych Zawodach Pożarniczych w Pasawie (Niemcy) – według CTIF
- 2005 – złoty medal na Olimpiadzie Pożarniczej CTIF w Varaždinie (Chorwacja) – według CTIF
- 2004 – II miejsce w Ogólnopolskich Zawodach Sportowo-Pożarniczych – Parczew (woj. lubelskie) – według CTIF, prawo startu w XIII Olimpiadzie Pożarniczej CTIF w Varaždinie (Chorwacja)
- 2004 – III miejsce (dziewczyny) i XV miejsce (chłopcy) w zawodach wojewódzkich MDP w Jastrzębiu-Zdroju – według CTIF
- 2003 – brązowa i srebrna odznaka wyszkolenia bojowego – 53 Mistrzostwa Dolnej Austrii – według CTIF
- 2003 – I (gr. B) i IV (gr. A) miejsce w zawodach wojewódzkich w Częstochowie – według CTIF,
- 2002 – VI miejsce w zawodach wojewódzkich w Częstochowie według reg. polskiego,
- 2002 – II miejsce w zawodach wojewódzkich MDP chłopców w Jastrzębiu-Zdroju – według CTIF,
- 2001 – złoty medal na Olimpiadzie Pożarniczej CTIF w Kuopio (Finlandia) – według CTIF
- 2000 – IX miejsce w zawodach wojewódzkich MDP chłopców w Jastrzębiu-Zdroju – według CTIF
- 2000 – I miejsce w zawodach krajowych w Lądku – według CTIF, prawo startu w XII Olimpiadzie Pożarniczej CTIF w Kuopio (Finlandia)
- 1999 – VII miejsce w zawodach wojewódzkich w Jastrzębiu-Zdroju
- 1999 – I miejsce w zawodach wojewódzkich w Jastrzębiu-Zdroju – według CTIF
- 1997 – złoty medal na Olimpiadzie Pożarniczej CTIF w Herning (Dania) – według CTIF
- 1996 – VI miejsce w zawodach wojewódzkich MDP – chłopców w Jastrzębiu-Zdroju – według CTIF
- 1996 – III miejsce w zawodach krajowych w Kościanie – według CTIF, prawo startu w XI Olimpiadzie Pożarniczej CTIF w Herning (Dania)
- 1993 – srebrny medal na Olimpiadzie Pożarniczej w Berlinie (Niemcy) – według CTIF
- 1992 – III miejsce w zawodach krajowych w Zdzieszowicach – według CTIF

prawo startu w X Olimpiadzie Pożarniczej CTIF w Berlinie (Niemcy)
- 1988 – start w zawodach krajowych w Łodzi – ostatnie miejsce (awaria motopompy) – według reg. polskiego
- 1983 – start w zawodach wojewódzkich w Katowicach – według reg. polskiego
- 1980 – II miejsce w zawodach krajowych – Poznań – według reg. polskiego
- 1979 – I miejsce w międzywojewódzkich zawodach V strefy – według reg. polskiego
- 1975 – V miejsce w zawodach krajowych w Łodzi – według reg. polskiego
- 1972 – IV miejsce w zawodach krajowych w Krakowie
- 1967 – IV miejsce MDP w zawodach wojewódzkich
- 1967 – brązowa i srebrna odznaka wyszkolenia bojowego – Zawody Międzynarodowe w Austrii – według CTIF
- 1966 – złoty medal na Olimpiadzie Pożarniczej w Karlovacu (b. Jugosławia) – według CTIF
- 1966 – I miejsce w zawodach Krajowych w Warszawie – prawo startu w III Olimpiadzie Pożarniczej CTIF w Karlovacu (była Jugosławia) – według CTIF
- 1966 – start w zawodach międzywojewódzkich we Wrocławiu – według CTIF
- 1963 – start w zawodach wojewódzkich
- 1958 – start w zawodach wojewódzkich
- 1956 – start w zawodach wojewódzkich
- 1954 – start w zawodach wojewódzkich

## Odznaczenia
Jednostka OSP w Pszowie została odznaczona:
- Odznaka honorowa „Za Zasługi dla Związku Kombatantów RP i Byłych Więźniów Politycznych” – 2009
- Medal III stopnia „Zasłużony dla klubu HDK PCK” – 2007
- „Złotym Znakiem Związku Ochotniczych Straży Pożarnych” – 2007 rok
- Czeską odznaką „Za mezinárodni spolupráci” (Za międzynarodową współpracę) – 2007 rok
- Odznaką „Zasłużony dla powiatu wodzisławskiego” – 2006 rok
- Odznaką Honorową za Zasługi dla Województwa Śląskiego – 2005 rok
- Honorowym medalem im. Bolesława Chomicza – 2002 rok
- Odznaką „Zasłużony dla Rozwoju Miasta Pszów” – 2000 rok
- Złotym medalem „Za Zasługi dla Pożarnictwa” – 1997 rok